# Die Papierspur
Die Papierspur ist ein mittellanger, deutscher Kriminal-Stummfilm aus dem Jahre 1912 von Emil Albes mit Carl Beckersachs in einer Doppelrolle. An seiner Seite gab Hedda Vernon ihren Einstand vor der Kamera.

## Handlung
Samuel und James Bright sind, obwohl Zwillinge, zwei Brüder wie sie ungleicher nicht sein könnten. Während James Bright als Fabrikant im Wohlstand lebt, ist Samuel eine ziemlich heruntergekommene Existenz. Eines Tages verlangt Samuel von James finanzielle Unterstützung und wählt für diese Geldbeschaffung einen ziemlich ungewöhnlichen Weg: er klettert durch ein Fenster der Villa des Bruders, landet aber in einem falschen Zimmer, wo ihn ein Mieter namens Johnson mit gezücktem Revolver stellt. Bei Samuels Flucht ins Freie kommt es zu einem Schuss, der sich aus Johnsons Waffe versehentlich löst, als dieser stürzt. Dabei kommt Johnson ums Leben. In jenem Augenblick betritt Johnsons Diener das Zimmer und muss mit ansehen, wie sein Herr getroffen zu Boden sinkt. Er muss glauben, dass der entfleuchte Fremde seinen Boss ermordet habe.
Die Täterbeschreibung führt nun dazu, dass Johnsons Nachbar James Bright in Verdacht gerät, den Mord begangen zu haben. Nun aber greift James’ Ehefrau ein und unternimmt alles, um zu beweisen, dass nicht ihr Mann, sondern vielmehr dessen Zwillingsbruder die Tat begangen haben muss. Als Samuel zu fliehen versucht, heftet sie sich an die Außenhaut des Autos und hinterlässt während der Fahrt der Polizei mit Zeitungsschnipseln die filmtitelgebende Papierspur, um dem Staatsorgan Samuels Fluchtroute anzuzeigen und diesen anschließend festzunehmen. Schließlich obsiegt die Gerechtigkeit, und James’ Unschuld ist bewiesen. „Die Durchführung dieses letzten Aktes ist mit großem Geschick inszeniert“, wie die Linzer Tages-Post anlässlich der Premiere in der niederösterreichischen Landeshauptstadt Anfang Februar 1913 konstatierte.

## Produktionsnotizen
Die Papierspur entstand zum Jahresende 1912 im Bioscop-Atelier in Neubabelsberg, passierte im Dezember 1912 die Filmzensur und wurde wohl noch im selben Monat uraufgeführt. Die Berliner Premiere war am 17. Januar 1913. Die Länge des mit Jugendverbot belegten Zweiakters betrug 697 Meter.

## Kritiken
Die Salzburger Wacht meinte, der Film sei „von allergrößter Spannung und löst den Beifall der Besucher aus.“
Wiens Die Zeit nannte Die Papierspur ein „ungewöhnlich spannendes Detektivdrama.“.